# Diplomazia del caviale

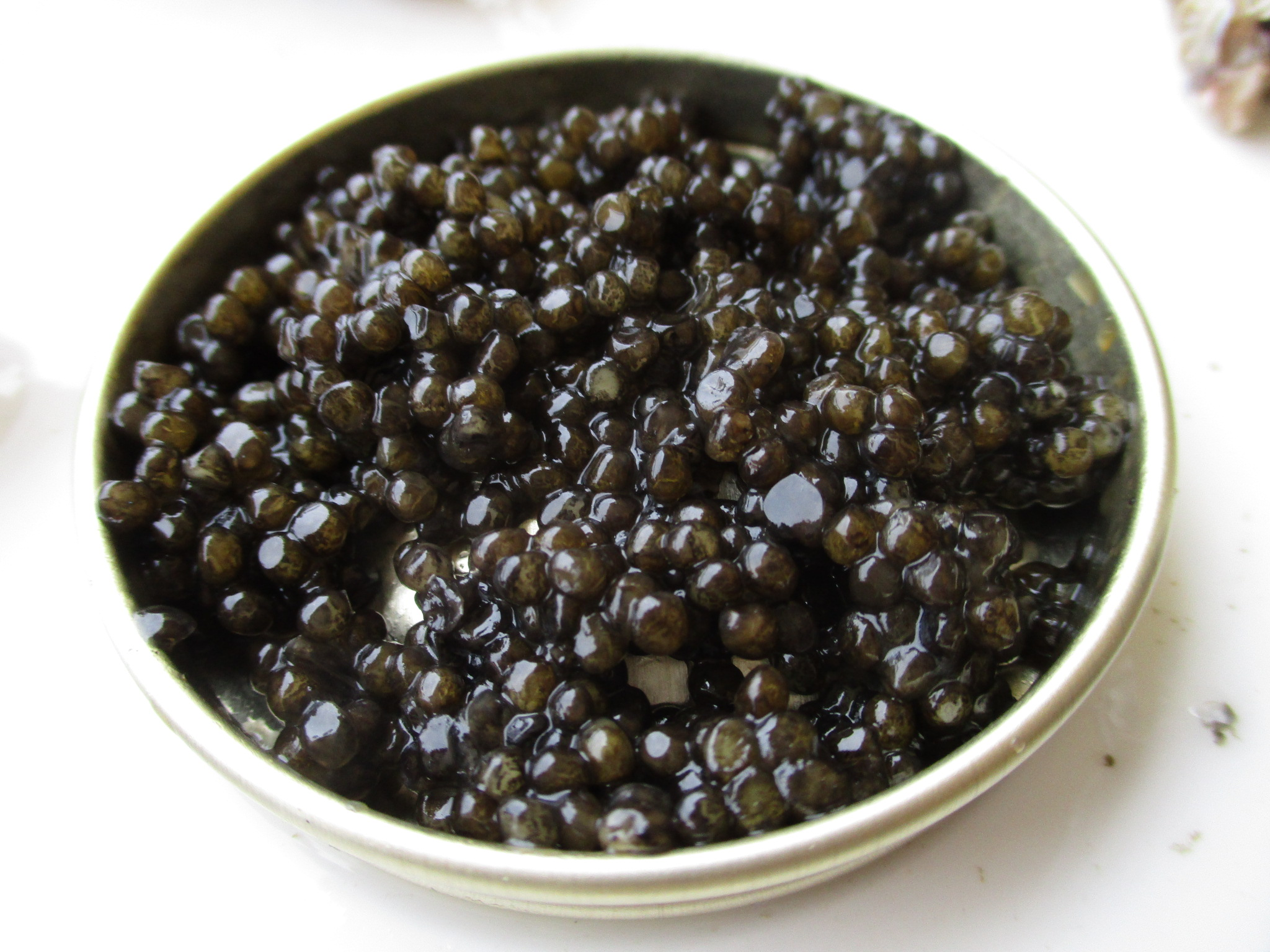
Una scatola di caviale

La diplomazia del caviale (in azero Kürü diplomatiyası, in inglese: Caviar diplomacy) è il nome della strategia di lobbying dell'Azerbaigian, che consiste in inviti di politici stranieri e dipendenti di organizzazioni internazionali in Azerbaigian a spese del paese ospitante. La diplomazia del caviale comprende anche regali costosi presentati come "un omaggio alla tradizione orientale”.

## Terminologia
Il termine caviar diplomacy ovvero "diplomazia del caviale" è stato utilizzato per la prima volta nel 2012, in un rapporto elaborato dell'Iniziativa Europea di Stabilità (ESI) - "Diplomazia del caviale: come l'Azerbaigian ha messo a tacere il Consiglio d'Europa". Nel rapporto è stato rilevato che questo termine viene usato nelle conversazioni informali di funzionari azeri per riferirsi ai regali generosi fatti ai politici stranieri.

## L'indagine della "Iniziativa Europea di Stabilità"
Secondo le fonti della Iniziativa Europea di Stabilità, l'Azerbaigian ha un gruppo di 10-12 amici nell'Assemblea parlamentare del Consiglio d'Europa (APCE) e 3-4 persone nel segretariato che ricevono almeno mezzo chilo di caviale nero (il prezzo sul mercato è di oltre 1300 euro al chilo) in regalo quattro volte l'anno. Parecchi deputati sono invitati a Baku e durante le loro visite ricevono, oltre al caviale, numerosi altri regali, tra i quali: costosi tappeti di seta, oggetti d'oro e d'argento, liquori di marca, caviale e denaro. A Baku, 2 kg di caviale sono un regalo comune. Secondo l'ESI, al di fuori della APCE, non ci sono dubbi sulla situazione della democrazia in Azerbaigian, caratterizzata come semi-autoritaria anche dai suoi maggiori sostenitori. Tuttavia, nonostante il fatto che nel 2010 non ci fossero partiti di opposizione eletti al parlamento azero, il capo della missione APCE dichiarò che le elezioni corrispondevano agli standard internazionali. Secondo l'ESI, ciò può essere spiegato solo con la "diplomazia del caviale". L'ESI cita un esempio delle discussioni dell'APCE nel suo rapporto, quando l'Azerbaigian fu pubblicamente sostenuto dai suoi frequenti visitatori - il liberaldemocratico britannico Michael Hancock e l'ex ministro degli Esteri dell'Estonia Kristiina Ojuland, i quali, nonostante l'ovvio aggravamento della situazione dei diritti umani in Azerbaigian, la mancanza di libere elezioni, così come le critiche da parte delle organizzazioni internazionali per i diritti umani, affermarono che in Azerbaigian non c'erano problemi seri. L'ESI ha aggiunto alla lista degli "amici dell'Azerbaigian" anche il belga Paul Vitte, Eduard Lintner dalla Baviera, Mevlüt Çavuşoğlu dalla Turchia, Robert Walter dalla Gran Bretagna, Luigi Vitali dall'Italia e numerosi rappresentanti russi.
Durante le elezioni presidenziali del 2008, gli osservatori dell'APCE includevano un folto gruppo di parlamentari palesemente filo-azeri. La variante della dichiarazione sulle elezioni, preparata dal capo del gruppo di osservatori Andres Herkel, contenente osservazioni critiche, affrontò il rifiuto del gruppo filo-azero composto da Michael Hancock, Eduard Lintner e Paul Ville. Herkel fu costretto a dichiarare che avrebbe dato le sue dimissioni se le critiche non fossero state incluse nella dichiarazione. Durante il referendum, che revocò i limiti al numero di mandati presidenziali per Ilham Aliyev, quattro deputati dell'APCE - Eduard Lintner, Paul Ville, Khaki Keskin e Pedro Agramunt valutarono il referendum come il progresso della democrazia.
Oltre ai rappresentanti dell'APCE, alle elezioni parlamentari del 2010 in Azerbaigian erano presenti anche gli osservatori dell'Ufficio per le istituzioni democratiche ei diritti umani dell'OSCE (ODIHR) che hanno una vasta esperienza di tali osservazioni. Gli osservatori rivelarono numerose violazioni della procedura. Durante le riunioni degli osservatori europei, cui parteciparono rappresentanti dell'APCE nella persona di Paul Ville e Tadeusz Iwinski, il capo degli osservatori dell'ODIHR, Audrey Glover dalla Gran Bretagna, notò numerose violazioni che non erano state contestate dai rappresentanti dell'APCE. Tuttavia, il risultato preliminare del monitoraggio APCE, presentato da Paul Ville, rilevò la conformità dei preparativi per le elezioni con gli standard internazionali, nonché il lavoro trasparente ed efficace degli organizzatori. Durante le elezioni, gli osservatori dell'ODIHR registrarono numerose violazioni e riempimento di urne elettorali senza precedenti. Con la chiusura dei seggi elettorali, le elezioni furono valutate dall'ODIHR come probabilmente le più fraudolente da loro monitorate. Tuttavia, parlando alla televisione azera, Paul Ville dichiarò che le elezioni erano democratiche e che non era a conoscenza di alcuna violazione. L'ODIHR, a sua volta, sottopose le elezioni ad aspre critiche.
Alla domanda se fossero state date tangenti agli osservatori, Glover rispose di non averle ricevute personalmente. Dopo il ritorno da Baku, il rappresentante tedesco del gruppo APCE,  Wolfgang Grosruck, accusò Audrey Glover di essere "inaffidabile", poco professionale, e anche di non aver parlato in difesa dei rappresentanti dell’APCE quando vennero poste le domande sulle tangenti. Il rapporto dell'ODIHR pubblicato nel gennaio 2011 conteneva valutazioni estremamente critiche sulle elezioni del 2010.
Le indagini sull'ESI hanno ricevuto ampio risalto nei media russi e internazionali: EU Observer, Politiken, DR, Radio Sarajevo, BBC, Der Tagesspiegel, Africa Intelligence, Neue Zürcher Zeitung, The Guardian, Corriere della Sera, Rai e altri.

## Elezioni presidenziali del 2013

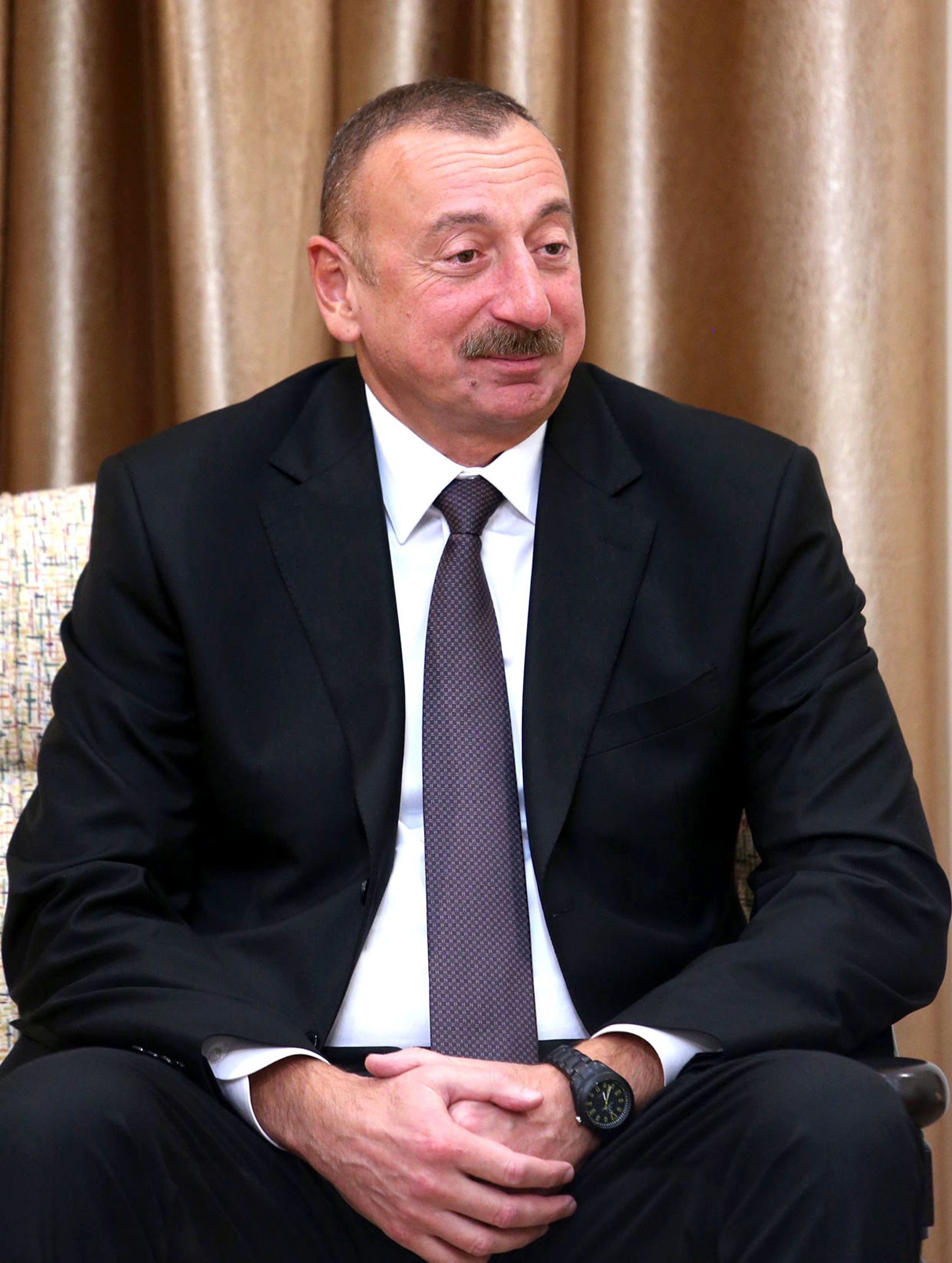
Ilham Aliyev

Il 9 ottobre 2013 Ilham Aliyev fu eletto presidente dell'Azerbaigian per la terza volta. Gli osservatori dell'ODIHR, guidati dalla politica italiana Tana De Zulueta, parlarono di restrizioni alla libertà di parola durante le elezioni, mentre i rappresentanti del Parlamento europeo, guidati da Pino Arlacchi, confermarono elezioni libere ed eque. Il Parlamento europeo e l'APCE rilasciarono una dichiarazione congiunta in cui valutarono le elezioni positivamente. Anche un gruppo di osservatori della Camera dei rappresentanti degli Stati Uniti riconobbero la correttezza delle elezioni.
Le stime divergenti delle elezioni causarono uno scandalo. L'11 ottobre, la rappresentante dell'Unione europea, Catherine Ashton e il commissario europeo Stefan Fule, ignorarono la valutazione del Parlamento europeo, includendo nella dichiarazione i risultati dell'ODIHR. La commissione per le relazioni estere dell'UE discusse la relazione di Arlacchi. Durante la discussione, i rappresentanti del gruppo Verdi/ALE condannarono la relazione e affermarono che ciò aveva screditato il Parlamento europeo. Il capo della fazione dei socialisti nell'UE affermò che il rapporto dell'APCE non poteva essere considerato affatto affidabile. In seguito emerse che un certo numero di rappresentanti dell'UE si erano recati in Azerbaigian in modo non ufficiale e a spese di organizzazioni azere, il che fu considerato dal European Voice come "stupidità o corruzione" e i viaggi furono etichettati come "turismo elettorale".
Il Dipartimento di Stato americano a sua volta screditò gli osservatori della Camera dei rappresentanti, descrivendo le elezioni come non conformi agli standard internazionali ed esprimendo solidarietà alla valutazione dell'ODIHR.

## Il punto di svolta
Nel 2015, durante la discussione della risoluzione sui prigionieri politici al Parlamento europeo, il testo scritto dai relatori filo-azeri inizialmente non conteneva quasi nessuna critica, ma di conseguenza fu adottata una risoluzione che chiedeva all'Azerbaigian di fermare la repressione dei difensori dei diritti umani, rivedere la legge sulle organizzazioni non governative in modo che non facesse pressioni sui giornalisti e ci fu anche una minaccia di sanzioni. Secondo il deputato tedesco Frank Schwab, questo fu un punto di svolta per la "diplomazia del caviale" dell'Azerbaigian.
Il 10 settembre 2015, il Parlamento europeo adottò una risoluzione in cui l'Azerbaigian fu condannato per "repressioni senza precedenti". Inoltre, la risoluzione invitò le autorità europee a condurre un'indagine approfondita sulle accuse di corruzione contro il presidente Aliyev e i suoi familiari, e a considerare l'imposizione di sanzioni mirate contro i funzionari legati alle persecuzioni.

## Indagini della procura Italiana e nell'Assemblea parlamentare del Consiglio d'Europa

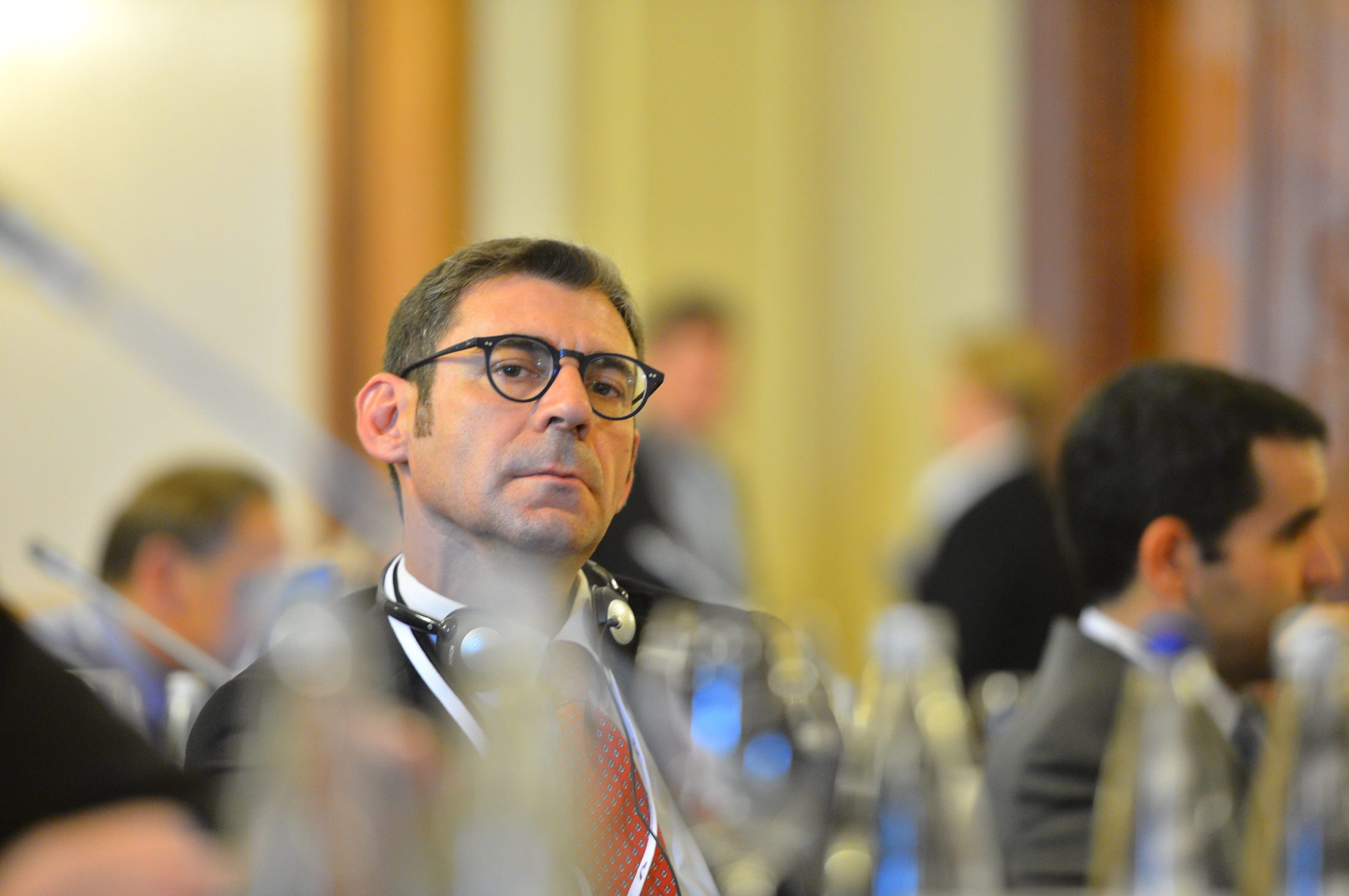
Luca Volontè

Nel giugno 2016 la Procura di Milano mosse accuse di corruzione e riciclaggio di denaro a Luca Volontè (ex capo della fazione del Partito Popolar Europeo nell'Assemblea parlamentare del Consiglio d'Europa). Secondo la Procura, Volontè aveva ricevuto 2,39 milioni di euro per il sostegno di funzionari azeri. Gli avvocati di Volonté definirono queste accuse assolutamente infondate.
Secondo il secondo rapporto ESI - "Caviar Diplomacy. Parte 2 ", pubblicata nel dicembre 2016, Volontè accettò di collaborare alle indagini e nominò molti politici europei che avevano esercitato pressioni per gli interessi delle autorità azere. Durante gli interrogatori Volontè confermò di aver ricevuto 2,39 milioni di euro per aver fatto pressioni a favore dell'Azerbaigian. Secondo l'ESI, il danaro è servito per corrompere politici italiani e di altri paesi che votarono contro le risoluzioni e le relazioni dell'APCE che condannano le violazioni dei diritti umani in Azerbaigian. Nel film documentario "Caviar Democracy" trasmesso dalla Rai, Volontè ha confermato l'incasso di 2,39 milioni di euro, sostenendo che questo denaro è stato trasferito da un membro della delegazione azera all'APCE Elkhan Suleymanov per consultazioni sull'agricoltura. I pagamenti a Volontè sono passati attraverso quattro società britanniche, che, secondo The Guardian, non avevano mai condotto operazioni in Gran Bretagna e probabilmente sono società di copertura.
La Procura di Milano accusò Volontè di due articoli: riciclaggio di denaro e accettazione di tangenti. Il tribunale di Milano, considerando la seconda accusa, riconobbe l'immunità di Volontè per questo episodio, in quanto secondo la costituzione italiana un deputato non può essere perseguito per la sua attività professionale. Successivamente, la Corte Suprema italiana revocò questa decisione e rinviò il caso al Tribunale di Milano, citando il fatto che l'articolo della Costituzione non riguarda l'uso della propria posizione per scopi di arricchimento personale.
L'ex ambasciatore dell'Azerbaigian presso l'Unione europea, Arif Mammadov, ha dichiarato a The Guardian di aver speso circa 30 milioni di euro per i servizi di lobbisti come rappresentante della delegazione azera presso il Consiglio d'Europa: "Tutti i membri della delegazione azera erano a conoscenza di questa cifra, anche se non è mai apparso da nessuna parte. Si diceva che il denaro fosse destinato alla corruzione di membri di altre delegazioni e dell'APCE nel suo insieme". Alcuni deputati dell'APCE hanno affermato di essere stati a conoscenza di offerte di tangenti ai deputati europei.

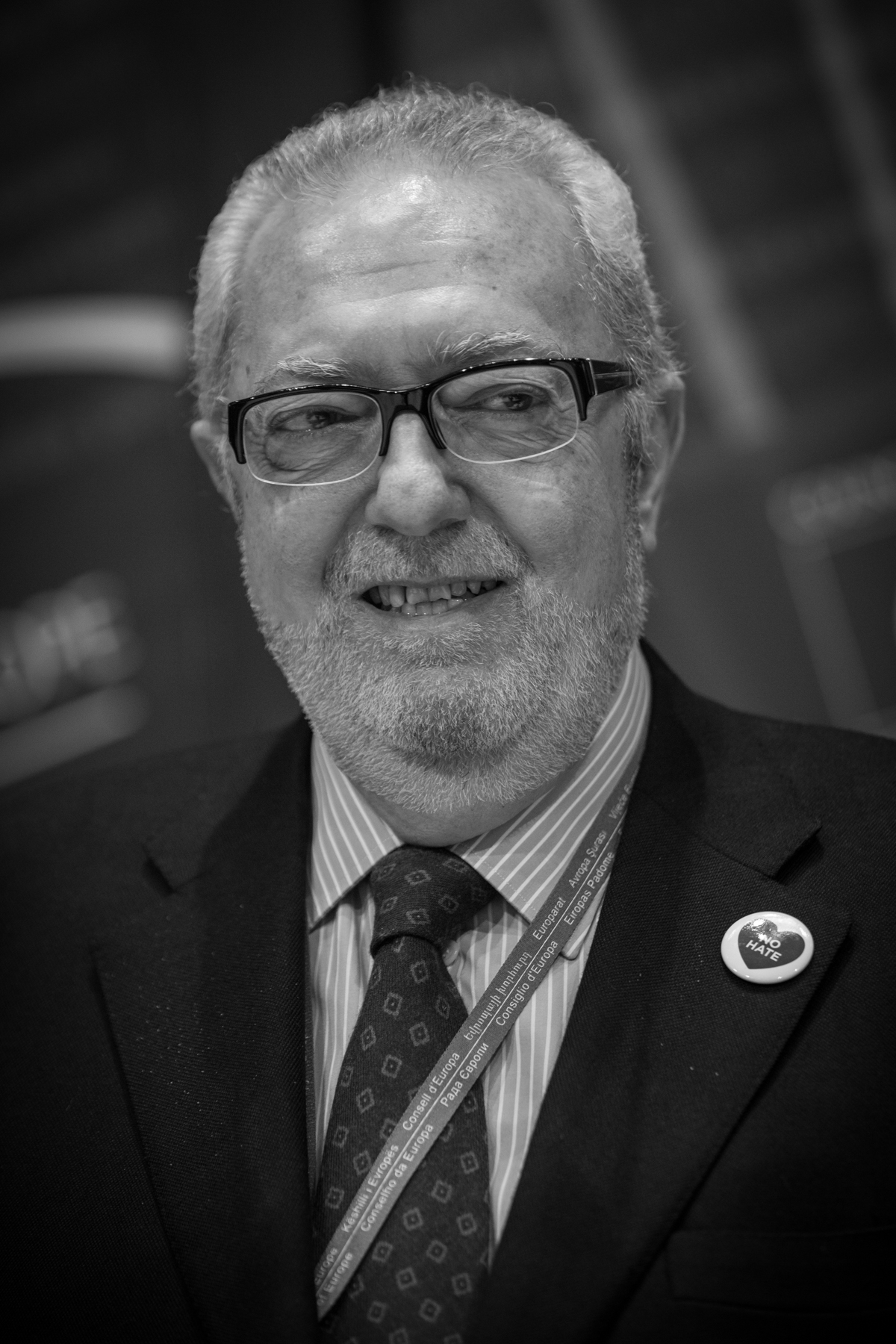
Pedro Agramunt

Elkhan Suleymanov, il rappresentante dell'Azerbaigian all’APCE, è stato chiamato il "curatore" di Volontè e di altri deputati europei. La stampa europea cita esempi di come Volontè abbia ricordato le sue richieste al'APCE, informando Suleymanov che "ogni tua parola è un ordine per me". Attraverso la società, dalla quale Volontè riceveva i suoi pagamenti, sono stati condotti in totale circa un miliardo di euro. I tentativi degli eurodeputati armeni di sollevare la questione della corruzione all’interno dell’APCE si sono scontrati con l'opposizione del presidente dell'APCE Pedro Agramunt, altro oggetto di indagine della "diplomazia del caviale", che li ha privati della voce e ha impedito le indagini. Der Tagesspiegel ha qualificato questa inchiesta come "il più grande scandalo nella storia dell'Europa". Dopo la pubblicazione sui media, Thorbjørn Jagland, Segretario generale del Consiglio d'Europa, invitò Agramut a fornire personalmente un organo investigativo esterno indipendente senza ulteriori indugi. Agramunt e i leader dei cinque gruppi politici respinsero le proposte del funzionario del CdE Wojciech Sawicki, che poneva le condizioni per un'indagine indipendente. Tuttavia, dopo la visita di Agramunt in Siria, l'Ufficio di presidenza dell’APCE gli espresse un voto di sfiducia e di fatto rimosse Agramunt dal potere reale, dopo di che nell'aprile 2017 l'Assemblea parlamentare formò una commissione per indagare sulle presunte accuse di corruzione. La sua relazione è stata pubblicata nell'aprile 2018. Di conseguenza 4 membri dell'APCE sono stati privati di alcuni diritti e 14 membri o ex membri, accusati di aver accettato doni e tangenti dal governo dell'Azerbaigian nel 2013, sono stati espulsi a vita dalla sede dell'Assemblea.
Dopo 4 diverse udienze tenutesi tra il 2018 e il 2019, il giorno 11 gennaio 2021 la X Sezione Penale del Tribunale di Milano ha condannato Luca Volontè a quattro anni di carcere per aver preso tangenti da politici azeri.

## Malta
Nell'aprile 2017, la stampa maltese ha pubblicato documenti secondo i quali i politici del vertice di Malta e la moglie del primo ministro Joseph Muscat hanno ricevuto milioni di dollari da una banca controllata dalla figlia di Ilham Aliyev, Leila. Secondo l'indagine editoriale, Joseph Muscat dopo un viaggio a Baku nel 2015 invitò l'Europa a dare una valutazione oggettiva dei processi positivi in Azerbaigian.

## Indagini in Germania

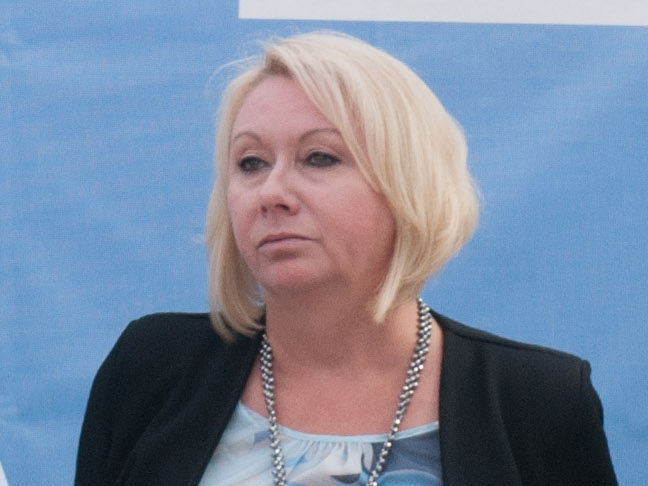
Karin Strenz

Nel marzo 2021 la procura tedesca ha avviato indagini su diversi membri del Bundestag ed ex membri della coalizione CDU/CSU per il sospetto iniziale di corruzione, per aver ricevuto pagamenti dal "Azerbaijani Laundromat" - un sistema di riciclaggio di denaro sporco rivelato dal progetto di segnalazione di criminalità organizzata e corruzione (OCCRP) nel 2017. Altri membri sono stati accusati di attività di lobbying corrotte. Questo portò a intense critiche da parte di membri di tutti i partiti del Bundestag e venne conosciuto come lo scandalo "Aserbaidschan-Affäre" (Affare Azerbaigian) in Germania.

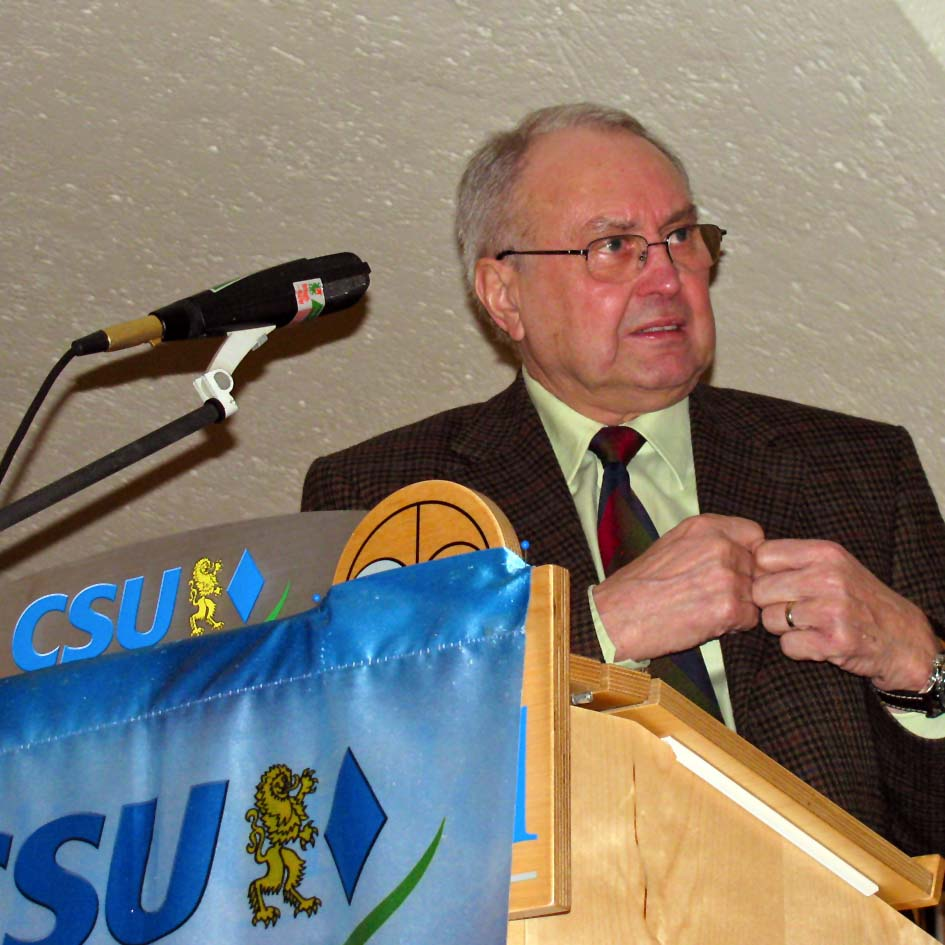
Eduard Lintner

Nel marzo 2019, Karin Strenz, un membro del parlamento tedesco del partito CDU al governo, è stata sanzionata per non aver notificato il Bundestag dei suoi guadagni aggiuntivi dall'Azerbaigian. Il 30 gennaio 2021, il Bundestag ha privato Karin Strentz dell'immunità parlamentare, poiché è stata accusata di aver ricevuto tangenti per un importo di almeno 22.000 euro per fare pressione a favore degli interessi dell'Azerbaigian nell'Assemblea parlamentare del Consiglio d'Europa (l'APCE). L'inchiesta indaga anche l'ex membro del Bundestag della CSU Eduard Lintner, ex segretario di Stato parlamentare sotto il ministro dell'Interno. Secondo l'ufficio del procuratore, Lintner ha ricevuto circa 4 milioni di euro dall'Azerbaigian nel periodo dal 2008 al 2016 e ha trasferito una parte significativa del denaro ai singoli membri dell'APCE, che avrebbero dovuto parlare positivamente delle elezioni in Azerbaigian e opporsi alle richieste di rilascio di prigionieri politici in Azerbaigian.
Il 4 marzo 2021, il Bundestag tedesco ha privato dell'immunità parlamentare Axel Fischer, indagato dal BKA per aver ricevuto denaro dall'Azerbaigian per promuovere i suoi interessi nel Consiglio d'Europa.
Secondo i rapporti investigativi della rivista Vice, altri parlamentari coinvolti nell "Aserbaidschan-Affäre" sono i parlamentari della CDU Mark Hauptmann, Thomas Bareiß e Olav Gutting. L'articolo menziona anche la TV Berlin, un canale locale di Berlino che trasmette "interviste favorevoli al regime" dell'Azerbaigian.  Altri politici della coalizione dell'Unione CDU/CSU, che sono stati aspramente criticati per i loro legami e il sostegno all'Azerbaigian, sono Nikolas Löbel, Tobias Zech e Joachim Pfeiffer.